# Kompozitni oklep
Kompozitni oklep je tip oklepa, ki je sestavljen iz več plasti različnih materialov kot so kovina, plastika, keramika ali zrak. Večina kompozitnih oklepov je lažjih od povsem kovinjskih vendar zavzemajo večji prostor (volumen). Glaven namen je obramba proti visokoekpslozivnim anti-tank (HEAT) projektilom.
HEAT projektili so se pojavili v 2. Svetovni vojni in so resna grožnja oklepnim vozilov. Lahko penetrirajo več decimetrov oklepa iz najtršega jekla.
Prvi znani kompozitni oklep so razvili v ZDA, kot del projekta srednjega bojnega tanka T95. T95 je uporabljal silicijevo steklo med dvema jeklenima ploščama. Steklo je bolj efektivno zaustavljalo projektil, ko jeklo enake debeline. 
Prva širša kompozitnega oklepa je bila v sovjetskih tankih T-64, kjer je imel oznako "kombinacija K". Uporabljal je plastiko s steklenim vlakni med dvema plastema jekla. Sovjeti so na široko uporabljali reaktivni oklep.
Eden izmed najpogosto uporabljenih današnjih kompozitnih materialov je Chobham oklep, ki ima plast keramike med dvema jeklenima plastema. Uporablja se na tankih M1 Abrams in Challenger. Med operacijo Puščavska nevihta ni bil izgubljen niti en Challenger zaradi sovražnikovega ognja.